# Running Up That Hill
"Running Up That Hill" é uma canção da cantora e compositora britânica Kate Bush, gravada para seu quinto álbum de estúdio Hounds of Love (1985). Foi lançada em 5 de agosto de 1985 como primeiro single do álbum. Foi o lançamento mais bem sucedido de Bush de 1985, entrando no UK Singles Chart no número 9 e, eventualmente, chegando ao número 3, seu segundo maior single. A canção também teve um impacto nos Estados Unidos, proporcionando a Bush seu primeiro sucesso nas paradas desde 1978, onde alcançou o top 30 da Billboard Hot 100. Bush cantou a canção ao vivo pela primeira vez com David Gilmour do Pink Floyd no Secret Policeman's Third Ball em 2005.
A canção foi aclamada pela crítica. Em uma revisão retrospectiva do single, a jornalista da AllMusic, Amy Hanson, escreveu: "Sempre adepta da emoção e lindamente capaz de manipular até o mais amargo dos corações, raramente Bush escreveu uma canção tão brutalmente verdadeira e dolorosamente sensual".
Em 2012, um remix, com vocais recém-gravados, estreou durante a cerimônia de encerramento dos Jogos Olímpicos de Verão daquele ano. A versão original da canção foi apresentada como tema principal da série de drama infantil da BBC 1 de 2003, Running Scared. Em 2022, a canção recebeu atenção renovada quando foi destaque na 4ª temporada de Stranger Things. Sua aparição levou a canção a aparecer nas paradas de vários países, entrando no top dez pela primeira vez na Nova Zelândia, Canadá e Estados Unidos (e tornando-se o primeiro top dez de Bush no último país), e reentrou nas paradas na Austrália, Reino Unido e Irlanda.

## Antecedentes
"Running Up That Hill" foi a primeira canção que Bush compôs para o álbum Hounds of Love, originalmente intitulada "A Deal with God".

## Stranger Things
"Running Up That Hill" novamente ganhou atenção em maio de 2022 depois que foi incluída na quarta temporada de Stranger Things. Na UK Singles Chart em 3 de junho de 2022, o single reentrou no top 10 do Reino Unido no número oito, atingindo uma nova posição de número dois na semana seguinte. Nos Estados Unidos, "Running Up That Hill" entrou novamente na Billboard Hot 100 na semana de 11 de junho de 2022 no número oito, uma nova posição do single após atingir o número 30 em 1985 e também se tornando o single mais bem sucedido de Bush na Hot 100 até o momento. Em sua segunda semana após a reentrada na parada, a canção alcançou o topo da ARIA Singles Chart, tornando-se o segundo número um de Bush na Austrália depois de "Wuthering Heights" no início de 1978.
Kate Bush tornou-se a mulher mais velha a atingir o primeiro lugar das tabelas britânicas, enquanto os 37 anos de Running Up That Hill ultrapassaram Last Christmas dos Wham! quanto à demora de um sucesso a chegar ao topo.
Kate Bush bateu ainda o recorde de 42 anos entre primeiros lugares, antes pertencente a Tom Jones, ao chegar a nº1 com Running Up That Hill 44 anos depois de o conseguir com outro êxito, Wuthering Heights.

## Desempenho nas paradas musicais

### Paradas semanais
| Parada (1985)                            | Melhor posição |
| ---------------------------------------- | -------------- |
| Alemanha (Official German Charts)        | 3              |
| Austrália (Kent Music Report)            | 6              |
| Áustria (Ö3 Austria Top 40)              | 21             |
| Bélgica (Ultratop 50 de Flandres)        | 6              |
| Canadá (RPM Top Singles)                 | 16             |
| Estados Unidos (Billboard Hot 100)       | 30             |
| Estados Unidos (Cashbox Top 100)         | 28             |
| Estados Unidos (Dance Club Songs)        | 13             |
| Estados Unidos (Hot Dance Singles Sales) | 21             |
| Estados Unidos (Mainstream Rock)         | 34             |
| Europa (European Hot 100 Singles)        | 8              |
| França (SNEP)                            | 24             |
| Irlanda (IRMA)                           | 4              |
| Itália (Musica e dischi)                 | 22             |
| Nova Zelândia (Recorded Music NZ)        | 26             |
| Países Baixos (Dutch Top 40)             | 6              |
| Países Baixos (Single Top 100)           | 6              |
| Reino Unido (UK Singles Chart)           | 3              |
| Suíça (Schweizer Hitparade)              | 10             |

| Parada (2012)                  | Melhor posição |
| ------------------------------ | -------------- |
| Irlanda (IRMA)                 | 22             |
| Reino Unido (UK Singles Chart) | 6              |

| Parada (2014)                  | Melhor posição |
| ------------------------------ | -------------- |
| Reino Unido (UK Singles Chart) | 51             |

| Parada (2022)                                 | Melhor posição |
| --------------------------------------------- | -------------- |
| África do Sul (RISA)                          | 6              |
| Alemanha (Offizielle Deutsche Charts)         | 4              |
| Argentina (Argentina Hot 100)                 | 62             |
| Austrália (ARIA)                              | 1              |
| Áustria (Ö3 Austria Top 75)                   | 21             |
| Bélgica (Billboard)                           | 1              |
| Brasil (Billboard)                            | 21             |
| Canadá (Canadian Hot 100)                     | 2              |
| Croácia (Billboard)                           | 4              |
| Dinamarca (Hitlisten)                         | 6              |
| Eslováquia (Singles Digitál Top 100)          | 2              |
| Espanha (PROMUSICAE)                          | 48             |
| Estados Unidos (Billboard Hot 100)            | 3              |
| Estados Unidos (Adult Contemporary)           | 18             |
| Estados Unidos (Adult Top 40)                 | 21             |
| Estados Unidos (Hot Rock & Alternative Songs) | 1              |
| Estados Unidos (Mainstream Top 40)            | 25             |
| Finlândia (Suomen virallinen lista)           | 6              |
| França (SNEP)                                 | 3              |
| Grécia (IFPI)                                 | 2              |
| Hungria (Single Top 40)                       | 3              |
| Hungria (Stream Top 40)                       | 6              |
| Índia (IMI)                                   | 11             |
| Irlanda (IRMA)                                | 1              |
| Islândia (Plötutíðindi)                       | 2              |
| Itália (FIMI)                                 | 18             |
| Japão (Billboard Japan Hot Overseas)          | 18             |
| Lituânia (AGATA)                              | 1              |
| Luxemburgo (Billboard)                        | 1              |
| Mundo (Billboard Global 200)                  | 1              |
| Noruega (VG-lista)                            | 4              |
| Nova Zelândia (Recorded Music NZ)             | 1              |
| Países Baixos (Dutch Top 40)                  | 16             |
| Países Baixos (Single Top 100)                | 3              |
| Portugal (AFP)                                | 4              |
| Reino Unido (UK Singles Chart)                | 1              |
| República Checa (Singles Digitál Top 100)     | 2              |
| Romênia (Billboard)                           | 20             |
| Singapura (RIAS)                              | 5              |
| Suécia (Sverigetopplistan)                    | 1              |
| Suíça (Schweizer Hitparade)                   | 1              |
| Vietnã (Vietnam Hot 100)                      | 40             |